# Savannah, Georgia
Savannah är en stad i den amerikanska delstaten Georgia med en yta av 202,3 km² och en befolkning, som uppgår till cirka 128 000 invånare (2003). Cirka 57 procent av befolkningen i staden är afroamerikaner. Av befolkningen lever cirka 22 procent under fattigdomsgränsen. 
Staden, som grundades 1733 och var den första koloniseringen av Georgia är belägen i den östra delen av delstaten vid utloppet av floden Savannah River cirka 380 km sydost om huvudstaden Atlanta. Den är en betydande hamnstad och har så varit sedan grundandet då huvuddelen av produkter från den "Nya Världen" utskeppades över Savannah. Stadens historiska centrum är utformat som en rutnätsplan med en stor mängd boulevarder och lummiga torgplatser, och är känt som en av USA:s vackraste och mest välbevarade stadsmiljöer.

## Populärkultur
Savannah finns omnämnd i sången Sunday in Savannah skriven av Hugh MacKay, som kanske främst Nina Simone gjort känd. Sången skildrar Savannah som en djupt religiös stad - delstaten Georgia ligger i det amerikanska bibelbältet. Under sommaren år 2009 var Savannah inspelningsplatsen till filmen The Last Song med Miley Cyrus.

## Kända personer från Savannah
- Charles Coburn, skådespelare
- Johnny Mercer, sångtextförfattare
- Dianna Agron, skådespelerska
- Nivea, sångerska